# 乌洛托品
乌洛托品（英語：Urotropin），又称六亚甲基四胺（Hexamethylenetetramine，HMT），是一種有機雜環化合物，化學式為(CH2)6N4。它是一種白色結晶，易溶於水和極性有機溶劑。它具有類似金刚烷的籠狀结构类似的多环杂环化合物。它可用於合成其他有機化合物，包括塑膠、藥物和橡膠添加劑。它在280 °C的真空中昇華。

## 合成與性質
烏洛托品由亞歷山大·布特列洛夫於1859年發現。
其在工業中通過甲醛和氨的化合製備：
该反應可以在氣相和溶液中進行。
烏洛托品具有四面體籠狀結構，類似於金剛烷。四個頂點被氮原子取代，氮原子由亞甲基連接。虽然分子形狀像一個籠子，但內部沒有可用於結合其他原子或分子的空隙，這與冠醚或更大的穴状配体結構不同。

## 應用
烏洛托品的主要用途是生產酚醛樹脂和酚醛樹脂模塑化合物的粉狀或液態製劑，並將其作為一種硬化成分添加。這些產品被用作粘合劑，例如用於煞車和離合器襯片、磨料產品、無紡布、模塑工藝生產的成型部件以及防火材料。

### 醫療用途
其扁桃酸鹽或馬尿酸鹽用於治療尿路感染。在酸性環境中，甲胺被認為通過轉化為甲醛而起到抗菌作用。
由於甲醛的收斂性，烏洛托品可作為非處方止汗劑使用。

### 固體燃料
烏洛托品與1,3,5-三噁烷作為烏洛托品燃料片的成分，露營者、愛好者、軍隊和救援組織使用這些燃料片來加熱野營食品或軍用口糧。它無菸燃燒，具有30.0 MJ/kg的高能量密度，燃燒時不液化，不留灰燼，但其煙霧有毒。
標準化的0.149克烏洛托品片劑被消防實驗室用作清洁和可重复的火源，以測試地毯和墊子的可燃性。

### 食品添加劑
烏洛托品可用作食品添加劑作為防腐劑（INS編號為239）。它在歐盟已獲准，E編號為E239，但在美國、俄羅斯、澳大利亞或新西蘭未獲批准。

### 有機合成
烏洛托品是有機合成中的常用試劑。可用於達夫反應（芳烴的甲酰化）、索姆萊反應（將芐基鹵化物轉化為醛）和杜勒平反應（從烷基鹵化物合成胺）。

### 炸藥
烏洛托品是生產RDX、HMX、HMTD以及C4炸藥的基礎成分。

## 歷史用途

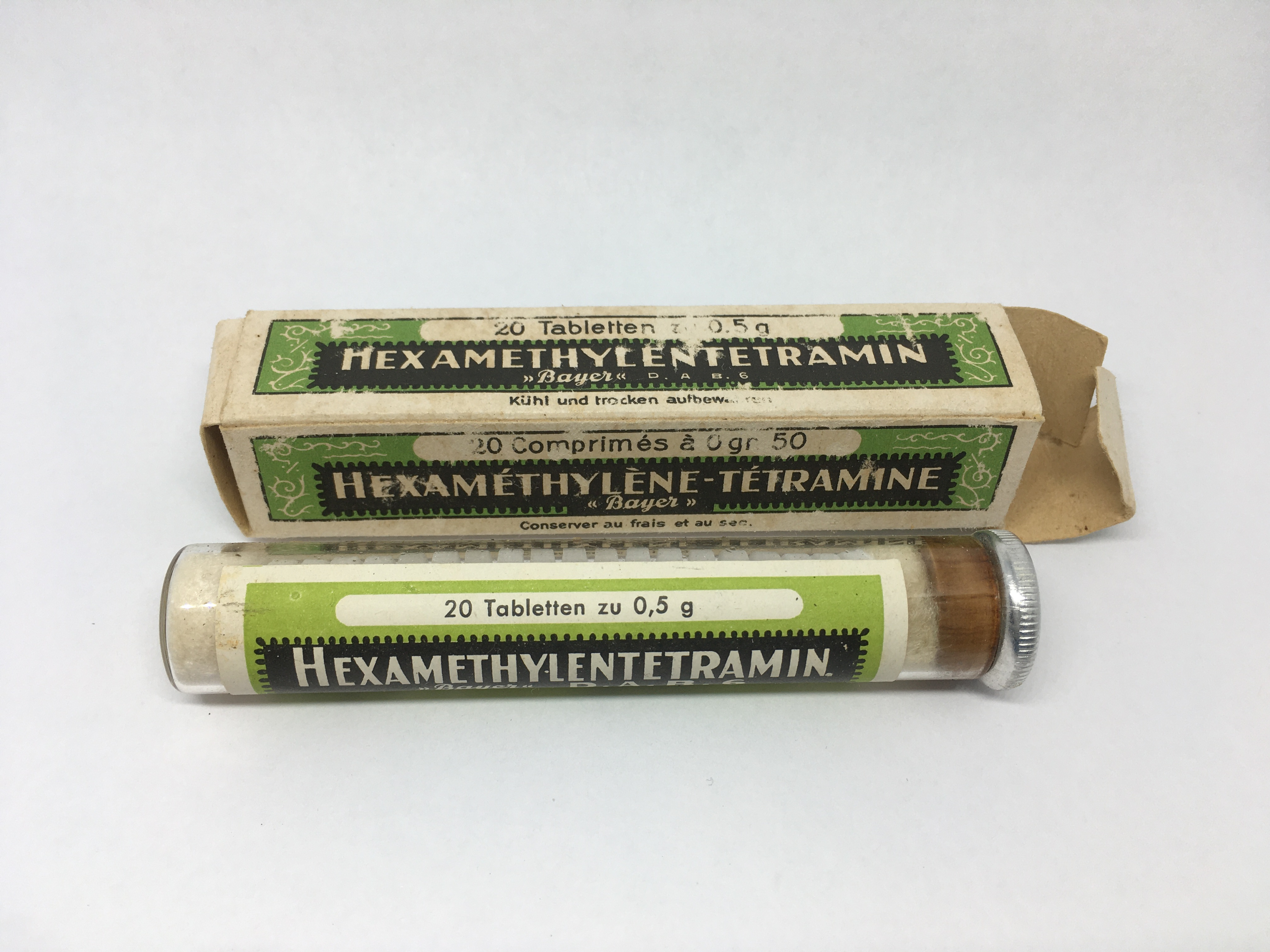
來自拜耳（法本公司）的烏洛托品

在1895年，烏洛托品首次作為泌尿消毒藥水引入醫療領域。然而僅用於酸性尿液的情況，而硼酸用於治療鹼性尿液的尿路感染。科學家 De Eds 發現，烏洛托品所處環境的酸度與其分解速度之間存在直接關聯。因此它作為一種藥物的有效性在很大程度上取決於尿液的酸度，而不是給藥量。在鹼性環境中，發現烏洛托品幾乎沒有活性。
烏洛托品也被用作第一次世界大戰中接觸光氣的士兵的治療方法。隨後的研究表明，如果在接觸光氣之前服用大劑量的烏洛托品，則可以提供一定的保護作用，但在之後服用則沒有任何保護作用。